# Fita des Ram
Fita des Ram este o arie protejată (arie specială de conservare — SAC, sit de importanță comunitară — SCI) din Spania întinsă pe o suprafață de 287,37 ha, integral pe uscat.

## Localizare
Centrul sitului Fita des Ram este situat la coordonatele 39°38′52″N 2°33′17″E / 39.6479°N 2.5546°E.

## Înființare
Situl Fita des Ram a fost declarat sit de importanță comunitară în iulie 2000 pentru a proteja 4 specii de animale. Situl a fost protejat și ca arie specială de conservare în mai 2015.

## Biodiversitate
Situată în ecoregiunea mediteraneană, aria protejată conține 3 habitate naturale: Pante stâncoase calcaroase cu vegetație casmofită, Păduri de Quercus ilex și Quercus rotundifolia, Peșteri inaccesibile publicului.
La baza desemnării sitului se află mai multe specii protejate:
- păsări (3): fâsă-de-câmp (Anthus campestris), Galerida theklae, Sylvia sarda
- nevertebrate (1): croitorul mare al stejarului (Cerambyx cerdo)